# Cariblatta magnifica
Cariblatta magnifica är en kackerlacksart som beskrevs av Guilherme A.M.Lopes och de Oliveira 2002. Cariblatta magnifica ingår i släktet Cariblatta och familjen småkackerlackor. Inga underarter finns listade.